# Landry N'Guemo
Pour les articles homonymes, voir Landry.
Landry N'Guemo, aussi connu sous le nom de Joël Tsafack, né le 28 novembre 1985 à Yaoundé et mort le 27 juin 2024 à Obala, est un footballeur international camerounais. Il joue au poste de milieu défensif.

## Biographie
Landry N'Guemo est un milieu relayeur de petit gabarit formé à l'AS Nancy-Lorraine, et passé par les Girondins de Bordeaux.

### Jeunesse
En mars 2012, Landry N'Guemo déclare dans une interview au quotidien L'Équipe avoir passé son enfance au Cameroun et avoir été amené en France par la filière nantaise. Entré au centre de formation de l'AS Nancy-Lorraine, probablement vers l'âge de 16 ans, il obtient son baccalauréat à 17 ans malgré des épreuves manquées pour avoir regardé à la télévision la CAN 2002, remportée par son équipe du Cameroun. Il devient professionnel à 19 ans et joue 4 matchs en équipe réserve.

### AS Nancy-Lorraine
Le 20 août 2005, il joue son premier match en ligue 1 face à l'Olympique lyonnais (défaite 1 but à 0). Il est vif sur le terrain et cela lui permet de récupérer les ballons adverses. Il a également un bon sens de la relance. 
Lors de la saison 2009-2010, il est prêté au club écossais du Celtic Glasgow. Le 10 mai 2011, contre Paris, il égalise d'un but sur pénalty. En juin 2011, il est libre de tout contrat et se voit convoiter par l'OL, les Girondins de Bordeaux, l'AJ Auxerre, le PSG, le Betis Séville et surtout Bursaspor.

### Girondins de Bordeaux
Le 1er juillet 2011, il s'engage aux Girondins de Bordeaux pour une durée de 3 ans où il remplace Fernando parti à Al Shabab Riyad, en Arabie saoudite. Le 6 août 2011, il joue son premier match officiel avec Bordeaux contre l'AS St-Étienne. Malgré le mauvais début de saison des Girondins, il réalise plutôt de bonnes performances.
Le 8 décembre 2013, il met fin à la période d'invincibilité de Vincent Enyeama (1062 minutes), la deuxième plus longue de l'histoire du championnat de France de football. 
À la suite de son départ au Brésil (pour jouer la Coupe du monde), le club des Girondins de Bordeaux décide de ne pas renouveler son contrat et le laisse libre. 

#### Transfert raté au RC Lens
Très proche de s'engager avec le RC Lens, l'interdiction de recruter du club nordiste empêche la finalisation du transfert mais le Camerounais continue de s'entraîner avec le club nordiste en attendant que l'interdiction de recruter soit levée.
Le 17 décembre 2014, le RC Lens pourtant en mesure d'homologuer les contrats annonce que Landry N'Guemo ne rejoindra pas le club à cause d'un désaccord sur le salaire. N'Guemo, toujours libre décide donc d'aller s'entraîner avec l'AS Nancy, son premier club pro.

### AS Saint-Étienne
Le 16 janvier 2015, il signe à l'AS Saint-Étienne pour une durée de six mois. Dès le lendemain, il fait déjà son apparition dans le groupe stéphanois pour le déplacement à Rennes (21e journée de Ligue 1). Il marque son premier but lors de sa cinquième apparition sous le maillot vert d'une superbe frappe de l'extérieur de la surface face au RC Lens en ouverture de la 24e journée de championnat (score final  3-3). Par ailleurs, à la suite de ce transfert, il décide de changer de nom pour porter le nom de Joël Tsafack. Malgré ses 17 apparitions lors de ses 6 mois de contrat, il n'est pas conservé à l'issue de la saison.

### Kayserispor
Le 25 janvier 2017, il signe un contrat jusqu'en juin 2019 avec le club turc de Kayserispor.
En décembre 2017, Joël Tsafack résilie son contrat avec Kayserispor. Il s'engage ensuite en Norvège. Après une saison passée en Norvège, il se retrouve libre de tout contrat. Quelques mois plus tard, il annonce officiellement prendre sa retraite, après 15 saisons passées en professionnel. 

### Mort
Landry N'Guemo meurt dans un accident de la route, entre Yaoundé et Obala, à l'âge de 38 ans.

## Palmarès

### En club
- AS Nancy-Lorraine :
  - Vainqueur de la Coupe de la Ligue en 2006.
- Celtic Football Club :
  - Vice-champion de Scottish Premiership en 2010.
- Girondins de Bordeaux :
  - Vainqueur de la Coupe de France en 2013.

### En sélection
- Cameroun :
- Champion d'Afrique U17 2003 .
- MEILLEUR JOUEUR ET MEILLEUR BUTEUR DE LA CAN U17 2003.
  - Finaliste de la Coupe d'Afrique des nations en 2008.

## Statistiques
| Saison                | Club                  | Championnat           | Championnat | Championnat | Coupe nationale | Coupe nationale | Coupe de la Ligue | Coupe de la Ligue | Supercoupe | Supercoupe | Compétition(s) continentale(s) | Compétition(s) continentale(s) | Compétition(s) continentale(s) | Cameroun | Cameroun | Total | Total |
| Saison                | Club                  | Division              | M.          | B.          | M.              | B.              | M.                | B.                | M.         | B.         | Comp.                          | M.                             | B.                             | M.       | B.       | M.    | B.    |
| 2005-2006             | AS Nancy-Lorraine     | Ligue 1               | 14          | 0           | 0               | 0               | 2                 | 0                 | -          | -          | -                              | -                              | -                              | -        | -        | 16    | 0     |
| 2006-2007             | AS Nancy-Lorraine     | Ligue 1               | 22          | 0           | 1               | 0               | 2                 | 0                 | -          | -          | C3                             | 3                              | 0                              | 6        | 1        | 34    | 1     |
| 2007-2008             | AS Nancy-Lorraine     | Ligue 1               | 25          | 0           | 0               | 0               | 2                 | 0                 | -          | -          | -                              | -                              | -                              | 4        | 0        | 31    | 0     |
| 2008-2009             | AS Nancy-Lorraine     | Ligue 1               | 33          | 2           | 0               | 0               | 2                 | 0                 | -          | -          | C3                             | 5                              | 0                              | -        | -        | 40    | 2     |
| Sous-total            | Sous-total            | Sous-total            | 94          | 2           | 1               | 0               | 8                 | 0                 | -          | -          | -                              | 8                              | 0                              | 10       | 1        | 121   | 3     |
| 2009-2010             | Celtic Glasgow        | Scottish League       | 30          | 0           | 3               | 0               | 1                 | 0                 | -          | -          | C1+C3                          | 3+6                            | 0+0                            | 12       | 1        | 55    | 1     |
| Sous-total            | Sous-total            | Sous-total            | 30          | 0           | 3               | 0               | 1                 | 0                 | -          | -          | -                              | 9                              | 0                              | 12       | 1        | 55    | 1     |
| 2010-2011             | AS Nancy-Lorraine     | Ligue 1               | 33          | 2           | 3               | 0               | 1                 | 0                 | -          | -          | -                              | -                              | -                              | 4        | 0        | 41    | 2     |
| Sous-total            | Sous-total            | Sous-total            | 33          | 2           | 3               | 0               | 1                 | 0                 | -          | -          | -                              | -                              | -                              | 4        | 0        | 41    | 2     |
| 2011-2012             | Girondins de Bordeaux | Ligue 1               | 33          | 1           | 2               | 0               | 0                 | 0                 | -          | -          | -                              | -                              | -                              | 9        | 1        | 44    | 2     |
| 2012-2013             | Girondins de Bordeaux | Ligue 1               | 11          | 0           | 2               | 0               | 1                 | 0                 | -          | -          | C3                             | 5                              | 0                              | 1        | 0        | 20    | 0     |
| 2013-2014             | Girondins de Bordeaux | Ligue 1               | 23          | 1           | 1               | 0               | 2                 | 0                 | 1          | 0          | C3                             | 2                              | 0                              | 6        | 0        | 35    | 1     |
| Sous-total            | Sous-total            | Sous-total            | 67          | 2           | 5               | 0               | 3                 | 0                 | 1          | 0          | -                              | 7                              | 0                              | 16       | 1        | 99    | 3     |
| 2014-2015             | AS Saint-Étienne      | Ligue 1               | 14          | 1           | 3               | 0               | -                 | -                 | -          | -          | C3                             | 0                              | 0                              | -        | -        | 17    | 1     |
| Sous-total            | Sous-total            | Sous-total            | 14          | 1           | 3               | 0               | 0                 | 0                 | -          | -          | -                              | 0                              | 0                              | -        | -        | 17    | 1     |
| Total sur la carrière | Total sur la carrière | Total sur la carrière | 238         | 7           | 15              | 0               | 13                | 0                 | 1          | 0          | -                              | 24                             | 0                              | 42       | 3        | 333   | 10    |